# Gateway Indy 250 2001
Gateway Indy 250 2001 var ett race som var den elfte deltävlingen i Indy Racing League 2001. Racet kördes den 26 augusti på Gateway International Raceway. Al Unser Jr. tog sin första seger för säsongen, med Mark Dismore på andra plats. Den stora händelsen var dock att Buddy Lazier tappade kontakten med Sam Hornish Jr. i mästerskapet. Hornish blev trea, medan den jagande Lazier inte lyckades följa upp sina fyra vinster på de fem racen innan, och slutade trettonde.

## Slutresultat
| Plats | Förare           | Team                     | Grid |
| ----- | ---------------- | ------------------------ | ---- |
| 1     | Al Unser Jr.     | Galles Racing            | 8    |
| 2     | Mark Dismore     | Kelley Racing            | 19   |
| 3     | Sam Hornish Jr.  | Panther Racing           | 1    |
| 4     | Eddie Cheever    | Cheever Racing           | 9    |
| 5     | Robbie Buhl      | Dreyer & Reinbold Racing | 14   |
| 6     | Billy Boat       | Curb/Agajanian Racing    | 5    |
| 7     | Jeff Ward        | Heritage Motorsports     | 12   |
| 8     | Scott Sharp      | Kelley Racing            | 3    |
| 9     | Airton Daré      | TeamXtreme               | 10   |
| 10    | Robby McGehee    | Cahill Racing            | 18   |
| 11    | Sarah Fisher     | Walker Racing            | 15   |
| 12    | Didier André     | Galles Racing            | 20   |
| 13    | Buddy Lazier     | Hemelgarn Racing         | 2    |
| 14    | Donnie Beechler  | A.J. Foyt Enterprises    | 16   |
| 15    | Shigeaki Hattori | Vertex-Cunningham Racing | 11   |
| 16    | Jaques Lazier    | Team Menard              | 2    |
| 17    | Eliseo Salazar   | A.J. Foyt Enterprises    | 4    |
| 18    | Anthony Lazzaro  | Sam Schmidt Motorsports  | 23   |
| 19    | Chris Menninga   | Hemelgarn Racing         | 22   |
| 20    | Felipe Giaffone  | Treadway-Hubbard Racing  | 6    |
| 21    | Alex Barron      | Sam Schmidt Motorsports  | 17   |
| 22    | Buzz Calkins     | Bradley Motorsports      | 7    |
| 23    | Billy Roe        | Team Pelfrey             | 21   |